# Рабка-Здруй (гмина)
Рабка-Здруй (пол. Rabka-Zdrój) — городско-сельская гмина (волость) в Польше, входит как административная единица в Новотаргский повет, Малопольское воеводство. Население — 17 153 человека (на 2004 год).

## Демография
| Перепись                       | Всего   | Всего | Женщины | Женщины | Мужчины | Мужчины |
| ------------------------------ | ------- | ----- | ------- | ------- | ------- | ------- |
| Единицы                        | человек | %     | человек | %       | человек | %       |
| Население                      | 17 153  | 100   | 8995    | 52,4    | 8158    | 47,6    |
| Плотность населения (чел./км²) | 248,5   | 248,5 | 130,3   | 130,3   | 118,2   | 118,2   |

## Сельские округа
1. Хабувка
2. Понице
3. Рдзавка

## Соседние гмины
1. Гмина Любень
2. Гмина Мшана-Дольна
3. Гмина Недзведзь
4. Гмина Новы-Тарг
5. Гмина Раба-Выжна